# Nina Michailowna Pawlowa
Nina Michailowna Pawlowa (russisch Нина Михайловна Павлова; * 27. Januarjul. / 8. Februar 1897greg. in Sulin; † 15. August 1973 in Pjaselewo) war eine russisch-sowjetische Botanikerin, Pflanzenzüchterin und Schriftstellerin.

## Leben
Pawlowas Vater Michail Alexandrowitsch Pawlow war Metallurg im Hüttenwerk Sulin und wurde 1900 Dozent und Leiter des Lehrstuhls für Roheisen an der neuen Bergbauhochschule in Jekaterinoslaw und 1904 Professor am St. Petersburger Polytechnischen Institut. Ihre Mutter war Bibliothekarin. Pawlowa besuchte nach bestandener Aufnahmeprüfung die koedukative Handelsschule im St. Petersburger Stadtteil Lesnoi, in der frei ohne Belohnungen und Strafen unterrichtet wurde und Boris Jewgenjewitsch Raikow Naturkunde lehrte. Dann absolvierte sie 1914–1916 eine Ausbildung in der Gesellschaft zur Förderung der Künste.
Nach der Oktoberrevolution arbeitete Pawlowa ab 1918 als Naturwissenschaft-Lehrerin an der Arbeitsschule des Polytechnischen Instituts Petrograd. Da nun das Frauenstudium möglich war, studierte Pawlowa gleichzeitig an der Universität Petrograd in der Naturwissenschaft-Abteilung der Fakultät für Physik und Mathematik. 1920 schloss sie das Studium in der Fachrichtung Systematik der Pflanzen und Geobotanik ab. Sie wurde nun Assistentin am Lehrstuhl für Botanik des Nekrassow-Pädagogik-Instituts. 1924–1927 studierte Pawlowa am Leningrader Phonetik-Institut in der Englisch-Abteilung.
1925 wurde Pawlowa Mitarbeiterin des von Nikolai Iwanowitsch Wawilow geleiteten Leningrader Allunionsinstituts für Angewandte Botanik (später Allunionsinstitut für Pflanzenzucht WIR) in der Abteilung für Obst- und Beerenkulturen, in der sie Beerenkulturen züchtete. Daneben absolvierte sie 1926–1929 die Aspirantur im Peterhof-Biologie-Institut der Universität Leningrad (LGU). Ab 1928 resultierten aus ihren Züchtungsarbeiten 24 neue Sorten von Johannisbeeren, darunter auch eine Schwarze Johannisbeere, und Stachelbeeren. Einige dieser Sorten wurden in der DDR, in Bulgarien, Ungarn, Finnland und Dänemark zugelassen.
1934 besuchten der Zoologe Lew Walentinowitsch Bianki (Bruder Witali Walentinowitsch Biankis) und der Redakteur der Zeitschrift Juny (junger) Naturalist das WIR und baten den Direktor Wawilow um die Nennung eines Mitarbeiters, der Aufsätze über die Arbeit des WIR für Kinder schreiben könnte. Wawilow empfahl ihnen Pawlowa, die humoristische Gedichte für die Wandzeitung schrieb. Darauf trat Pawlowa in Witali Biankis Literarische Schule ein, die er in seinem Haus gegründet hatte. Dazu gehörten Nikolai Iwanowitsch Sladkow, Alexei Alexejewitsch Liwerowski, Soja Pirogowa, Kronid Garnowski, Swjatoslaw Wladimirowitsch Sacharnow, Boris Stepanowitsch Schitkow u. a. Mit Witali Biankis Hilfe schrieb Pawlowa 1935 ihre erste Kurzgeschichte. Auch ihre weiteren Werke schickte sie immer Bianki zur Durchsicht. Als sie an Gelenkrheumatismus erkrankte, unterstützten Biankis Briefe sie. In ihren Kurzgeschichten, die in verschiedenen Zeitschriften erschienen, schilderte sie auf wissenschaftlicher Grundlage ohne Verwendung von Fachbegriffen die vielen Aspekte des Pflanzenlebens mit großem Verständnis für Kinder. Für die neunte Ausgabe der Waldzeitung Biankis schrieb sie 28 Kurzgeschichten. Sie beteiligte sich an einer monatlichen Kinderradiosendung (Botschaften aus dem Wald).
1938 wurde Pawlowa mit ihren Ergebnissen ohne Verteidigung einer Dissertation zur Kandidatin der biologischen Wissenschaften promoviert. Während der Leningrader Blockade wurde sie 1942 nach Oirot-Tura in die Altai-Obst-Beeren-Versuchsstation geschickt, wo sie mit sibirischen Wildbeeren arbeitete. 1945 kehrte sie ins WIR zurück. 1951 wurde sie mit ihren Ergebnissen in ihrer Monografie über die Schwarze Johannisbeere in der UdSSR ohne Verteidigung einer Dissertation zur Doktorin der biologischen Wissenschaften promoviert. 1959–1967 leitete sie die Abteilung für Obstkulturen.

## Ehrungen
- Leninorden (1954)
- Ehrenzeichen der Sowjetunion (1966)
- Beste der sozialistischen Landwirtschaft
- Medaillen der Ausstellung der Errungenschaften der Volkswirtschaft der UdSSR